# Murat B. – Verloren in Deutschland
Murat B. – Verloren in Deutschland ist ein abendfüllender Film von Bijan Benjamin nach einem gemeinsam mit dem die Titelrolle spielenden Soner Ulutaş verfassten Drehbuch.

## Inhalt
Der Film erzählt die Geschichte des 32-jährigen Murat Bektas, der, in der Türkei geboren, mit sechs Jahren nach Offenbach kam, wo seine Eltern bereits als Arbeitsmigranten lebten. Nach dem Hauptschulabschluss und einer abgebrochenen Kfz-Lehre jobbte er eine Zeitlang, doch inzwischen ist er trotz steter Bemühung um Arbeit und eine Festanstellung Arbeitslosengeld-II-Empfänger und gilt als „schwer vermittelbar“. Nachdem sich seine Frau von ihm getrennt hat, will Murat seiner Tochter dennoch als Vater zur Seite stehen. In Köln, wo er inzwischen mit Freundin Melanie lebt, hofft er endlich wieder eine Anstellung zu finden. Allerdings hat er weiterhin mit Benachteiligung zu kämpfen. Geld- und Familienprobleme und ein sinkendes Selbstwertgefühl führen ihn, der zunächst trotz seiner aussichtslosen Lage immer optimistisch in die Zukunft zu blicken versuchte, in eine schwere Krise, aus der er schließlich nur einen fatalen Ausweg sieht.

## Rezeption
Laut offizieller Webpräsenz bedient sich der „experimentelle Dokumentar-Spielfilm (…) fiktionaler und realer Elemente. Kunstfiguren entwickeln hier ein Eigenleben und erschaffen ihre eigene Realität. Durch die Kombination verschiedener medialer Mittel kann der Zuschauer auf eine Entdeckungsreise nach seiner subjektiven Wahrheit gehen.“
Der Film wurde 2009 für ein „Sneak Preview Screening“ auf dem Berlinale Empfang der deutschen Filmhochschulen ausgewählt.
Milestone Films übernahm für den Film ab 2011 die deutsche Kinoauswertung und Netzkino später den Online-Vertrieb.